# Wesenberg (Mecklembourg)
Pour les articles homonymes, voir Wesenberg.
Wesenberg est une commune d'Allemagne située dans le Land de Mecklembourg-Poméranie-Occidentale et l'arrondissement du Plateau des lacs mecklembourgeois.

## Géographie
Wesenberg se situe au bord du lac Woblitzsee, dans la région du plateau des lacs mecklembourgeois (Mecklenburgische Seenplatte).

## Histoire
Des documents officiels du XIIIe siècle mentionnent que Wesenberg a été fondée en 1252 par le prince Nicolas Ier de Werle.

## Quartiers
- Ahrensberg
- Below
- Hartenland
- Klein Quassow
- Pelzkuhl
- Strasen
- Zirtow

## Jumelage
- Quakenbrück (Allemagne) depuis le 21 septembre 1990

## À voir
- Château de Wesenberg
- L'église gothique du XIVe siècle